# Герб Старобешевского района
Герб Старобешевского района принят 20 сентября 2000 года решением районного совета Старобешевского района Донецкой области Украины. Авторы герба — О. И. Киричок и Е. А. Малаха.
Герб представляет собой щит, который пересечён зелёным и пурпурным цветами. Верхнее поле зелёного цвета и символизирует силу и достоинство. Нижнее поле пурпурного цвета и символизирует растительность и изобилие земли района. На пересечении полей расположен узкий пояс лазурного цвета. Пояс обрамлён меандром золотого цвета. Окантовка пояса тоже золотого цвета. Меандр как греческий орнамент показывает, что Старобешево и другие посёлки в районе — греческие.
По центру нижнего поля располагается ромб серебряного цвета, который символизирует добычу Комсомольским рудоуправлением флюсового известняка. Ромб с двух сторон сопровождается молниями золотого цвета. Молнии символизируют Старобешевскую ГРЭС. Молнии располагаются как опрокинутое стропило. По центру верхнего поля герба располагается трактор золотого цвета. Трактор символизирует трудовые заслуги Паши Ангелиной и направленность экономики района на сельское хозяйство. 
Щит обрамляют два стебля злаков, которые указывают, что злаки — основная культура, которая выращивается в районе. Стебли увиты лентой лазурного цвета, на которой расположена надпись золотого цвета «Старобешевский район».
Цвета герба и меандр повторяются во флаге Старобешевского района Донецкой области.

## Публикации
- «Выдающейся женщине посвящается» — Светлана Платоненко, «Жизнь-неделя» 5.06.2003, № 81